# سوسک‌های مورچه‌ای
سوسک‌های مورچه‌ای (نام علمی: Anthicidae) ، نام یک تیره از فروراسته سوسک‌های گیاه‌خوار است.